# Moriez
Moriez é uma comuna francesa na região administrativa da Provença-Alpes-Costa Azul, no departamento dos Alpes da Alta Provença. Estende-se por uma área de 37,18 km². Em 2010 a comuna tinha 238 habitantes (densidade: 6,4 hab./km²).